# Autoreille
Autoreille ist eine Gemeinde im französischen Département Haute-Saône in der Region Bourgogne-Franche-Comté.

## Geographie
Autoreille liegt auf einer Höhe von 272 m über dem Meeresspiegel, vier Kilometer südlich von Gy und etwa 22 Kilometer nordwestlich der Stadt Besançon (Luftlinie). Das Dorf erstreckt sich im Südwesten des Départements, in einer Talmulde im westlichen Bereich der Höhen der Monts de Gy.
Die Fläche des 9,98 km² großen Gemeindegebiets umfasst einen Abschnitt der gewellten Landschaft zwischen den Flusstälern von Saône und Ognon. Der zentrale Teil des Gebietes wird von der Mulde von Autoreille eingenommen, die überwiegend landwirtschaftlich genutzt wird. Sie öffnet sich nach Westen zum Tal der Colombine, zeigt jedoch kein oberirdisches Fließgewässer, weil das Niederschlagswasser im verkarsteten Untergrund versickert. Die Mulde wird von den bewaldeten Höhen der Monts de Gy flankiert: Bois de Natoy (bis 370 m) im Norden, Bois de Plumont (mit 374 m die höchste Erhebung von Autoreille) im Osten, Grands Bois de Pin (bis 330 m) im Südosten und Bois de la Vergenne (357 m) im Süden. In geologisch-tektonischer Hinsicht bestehen die Monts de Gy aus einer Wechsellagerung von kalkigen und sandig-mergeligen Sedimenten, die in der mittleren und oberen Jurazeit sowie im Tertiär abgelagert wurden. Mit einem schmalen Zipfel erstreckt sich das Gemeindeareal nach Osten über das Hochplateau bis an die Oberkante des Steilhangs, der zum Talbecken von Fontenelay überleitet. 
Nachbargemeinden von Autoreille sind Gy im Norden, Gézier-et-Fontenelay im Osten, Pin, Courcuire und Avrigney-Virey im Süden sowie Charcenne im Westen.

## Geschichte
Erstmals urkundlich erwähnt wird Autoreille im Jahr 1313. Im Mittelalter gehörte das Dorf zur Freigrafschaft Burgund und darin zum Gebiet des Bailliage d’Amont. Die lokale Herrschaft oblag zur Hälfte den Herren von Gy und den Herren von Rougemont. Zusammen mit der Franche-Comté gelangte Autoreille mit dem Frieden von Nimwegen 1678 definitiv an Frankreich.

## Sehenswürdigkeiten
Die Kirche Ste-Cécile wurde im 18. Jahrhundert erbaut. Neben der Kirche steht das Lavoir, das 1831 in einem an die Antike erinnernden Stil errichtet wurde. Vom ehemaligen Herrschaftssitz sind nur noch wenige Überreste erhalten.

## Bevölkerung
| Jahr                       | 1962 | 1968 | 1975 | 1982 | 1990 | 1999 |
| Einwohner                  | 129  | 131  | 122  | 169  | 250  | 268  |
| Quellen: Cassini und INSEE |      |      |      |      |      |      |

Mit 384 Einwohnern (1. Januar 2022) gehört Autoreille zu den kleinen Gemeinden des Département Haute-Saône. Nachdem die Einwohnerzahl in der ersten Hälfte des 20. Jahrhunderts deutlich abgenommen hatte (1881 wurden noch 402 Personen gezählt), wurde seit Mitte der 1970er Jahre wieder ein kontinuierliches Bevölkerungswachstum verzeichnet.

## Wirtschaft und Infrastruktur
Autoreille war bis weit ins 20. Jahrhundert hinein ein vorwiegend durch die Landwirtschaft (Ackerbau, Obstbau und Viehzucht) und die Forstwirtschaft geprägtes Dorf. Heute gibt es verschiedene Betriebe des lokalen Kleingewerbes. In den letzten Jahrzehnten hat sich das Dorf zu einer Wohngemeinde gewandelt. Viele Erwerbstätige sind deshalb Wegpendler, die in den größeren Ortschaften der Umgebung ihrer Arbeit nachgehen. Autoreille ist Standort einer Karting-Bahn.
Der Ort liegt abseits der größeren Durchgangsachsen. Die Hauptzufahrt erfolgt von der Hauptstraße D12, die von Pesmes nach Gy führt. Weitere Straßenverbindungen bestehen mit Charcenne, Gy und Courcuire.